# Cornelia Deiac
Cornelia Ioana Deiac (Oradea, 20 marzo 1988) è un'ex lunghista rumena.

## Palmarès
| Anno | Manifestazione           | Sede       | Evento         | Risultato | Prestazione | Note |
| ---- | ------------------------ | ---------- | -------------- | --------- | ----------- | ---- |
| 2004 | Mondiali juniores        | Grosseto   | Salto in lungo | 21ª (q)   | 5,37 m      |      |
| 2005 | Mondiali allievi         | Marrakech  | Salto in lungo | Bronzo    | 6,25 m      |      |
| 2005 | Europei juniores         | Kaunas     | Salto in lungo | 7ª        | 6,19 m      |      |
| 2006 | Mondiali juniores        | Pechino    | Salto in lungo | 6ª        | 6,33 m      |      |
| 2007 | Europei juniores         | Hengelo    | Salto in lungo | 18ª (q)   | 5,69 m      |      |
| 2009 | Europei indoor           | Torino     | Salto in lungo | 15ª (q)   | 6,22 m      |      |
| 2009 | Universiadi              | Belgrado   | Salto in lungo | 12ª       | 6,05 m      |      |
| 2009 | Europei under 23         | Kaunas     | Salto in lungo | 5ª        | 6,61 m      |      |
| 2010 | Europei indoor           | Barcellona | Salto in lungo | 19ª (q)   | 6,46 m      |      |
| 2011 | Europei indoor           | Parigi     | Salto in lungo | 7ª        | 6,45 m      |      |
| 2011 | Universiadi              | Shenzhen   | Salto in lungo | 4ª        | 6,45 m      |      |
| 2012 | Mondiali indoor          | Istanbul   | Salto in lungo | 17ª (q)   | 6,16 m      |      |
| 2012 | Camp. balcanici indoor   | Istanbul   | Salto in lungo | Argento   | 6,22 m      |      |
| 2013 | Europei indoor           | Göteborg   | Salto in lungo | 7ª        | 6,52 m      |      |
| 2013 | Universiadi              | Kazan'     | Salto in lungo | 4ª        | 6,36 m      |      |
| 2013 | Giochi della Francofonia | Nizza      | Salto in lungo | 5ª        | 6,48 m      |      |
| 2014 | Europei                  | Zurigo     | Salto in lungo | 18ª (q)   | 6,23 m      |      |
| 2014 | Camp. balcanici          | Pitești    | Salto in lungo | Argento   | 6,42 m      |      |